# Кинотавр 2017
28-й Кинотавр проходил с 7 по 14 июня 2017 года.

## Жюри
- Евгений Миронов, актёр — председатель
- Александр Велединский, режиссёр
- Игорь Гринякин, оператор
- Нэнси Конди,  киновед, профессор Университета Питтсбурга
- Игорь Мишин, продюсер
- Юлия Пересильд, актриса
- Александр Родионов, сценарист

## Официальная программа

### Основной конкурс
- Аритмия, реж. Борис Хлебников
- Близкие, реж. Ксения Зуева
- Блокбастер, реж. Роман Волобуев
- Голова. Два уха, реж. Виталий Суслин
- Жги!, реж. Кирилл Плетнёв
- Заложники, реж. Резо Гигинеишвили
- Мёртвым повезло, реж. Вадим Валиуллин
- Мифы, реж. Александр Молочников
- Прорубь, реж. Андрей Сильвестров
- Рок, реж. Иван Шахназаров
- Скоро всё кончится, реж. Алексей Рыбин
- Теснота, реж. Кантемир Балагов
- Три сестры, реж. Юрий Грымов
- Турецкое седло, реж. Юсуп Разыков

### Фильм открытия
- Холодное танго, реж. Павел Чухрай

### Фильм закрытия
- Про любовь. Только для взрослых, реж. Нигина Сайфуллаева, Павел Руминов, Наталья Меркулова, Резо Гигинеишвили, Евгений Шелякин, Алексей Чупов, Анна Меликян

## Награды фестиваля[1]
- Главный приз : Аритмия, реж. Борис Хлебников
- Приз за лучшую режиссуру : Резо Гигинеишвили, Заложники
- Приз за лучшую женскую роль : Инга Оболдина, Жги!
- Приз за лучшую мужскую роль : Александр Яценко, Аритмия
- Приз за лучшую операторскую работу : Владислав Опельянц, Заложники
- Приз им. Г. Горина «За лучший сценарий» : Виталий Суслин, Иван Лашин, Голова. Два уха
- Приз им. М. Таривердиева «За лучшую музыку к фильму» : Турецкое седло
- Приз конкурса «Кинотавр. Дебют» : Теснота, реж. Кантемир Балагов